# 罗伯特·福斯特·本内特
罗伯特·福斯特·本内特（英語：Robert Foster Bennett；1933年9月18日—2016年5月4日），爱称鲍勃（Bob），美国政治人物，共和党成员，曾代表犹他州出任美国国会参议员。本内特曾在国会参议院委员会担任多个主席及资深职位，其中包括银行业，住房和城市事务委员会，拨款委员会，规则和行政常设委员会，能源和自然资源委员会，以及联合经济委员会。

## 外部連結
- C-SPAN內的頁面（英文）